# جورج ستيوارت (لاعب كرة قدم بريطاني)
جورج ستيوارت (بالإنجليزية: George Stewart)‏ (18 أكتوبر 1920 في المملكة المتحدة - ) هو مدرب كرة قدم ولاعب كرة قدم بريطاني في مركز مهاجم داخلي. لعب مع شروزبري تاون وكوينز بارك رينجرز ونادي برينتفورد وهاميلتون أكاديميكال ونادي دارتفورد.